# Hoge Noorden

Hoge Noorden
Gebieden met omstandigheden als in het Hoge Noorden

Het Hoge Noorden (Russisch: Крайний Север; Krajni Sever) is een Russische aanduiding voor de meest noordelijke gebieden van Rusland. Deze gebieden liggen grotendeels ten noorden van de poolcirkel, hebben een streng klimaat en bestaan uit de Arctische zone, toendra, bostoendra en gedeeltelijk ook uit taiga. Het Hoge Noorden beschikt over grote voorraden minerale delfstoffen en olie- en gasvoorraden. Het gebied wordt voornamelijk bewoond door de kleine inheemse Noordelijke volkeren.
Bestuurlijk behoren formeel gezien de volgende deelgebieden tot het Hoge Noorden: Jakoetië, de oblasten Magadan en Moermansk, de eilanden in de Noordelijke IJszee, de Beringzee en de Zee van Ochotsk en gedeelten van de oblasten Archangelsk, Tjoemen, Irkoetsk en Sachalin, de republiek Komi en de krajs Krasnojarsk, Kamtsjatka en Chabarovsk.
De mensen die moesten werken in gebieden die hieraan voldeden kregen, afgezien van de lokale inheemse bevolkingsgroepen en gevangenen uit de Goelagkampen, vaak extra loon uitbetaald ten tijde van de Sovjettijd voor de extreme omstandigheden waaronder ze moesten werken. Deze "Noordelijke bonus" (Severnaja nadbavka), werd aangevuld met andere voordelen, zoals extra vakantie, extra geld bij gehandicaptheid, extra pensioensuitkeringen en betere huisvesting. In de jaren negentig verdween het systeem grotendeels bij staatsbedrijven als gevolg van de slechte economische omstandigheden. Rond deze tijd kampte Rusland ook met zeer zware inflatie, waardoor mensen die soms tientallen jaren hun Noordelijke Bonus hadden opgespaard in een keer al hun spaargeld waardeloos zagen worden en derhalve al die jaren voor niets hadden gezwoegd. Sinds het begin van de 21e eeuw wordt het echter steeds meer toegepast om zaken als de olie- en gasindustrie draaiende te houden.
Enkele gebieden in Rusland die ook een streng klimaat kennen, worden beschouwd als gelijkstaand aan de omstandigheden van het Hoge Noorden, waarvoor ook dezelfde arbeidsvoorwaarden gelden.
In januari 2007 vaardigde de Staatsdoema een arbeidswet uit waarin het Hoge Noorden werd onderverdeeld in twee categorieën: "zones met absoluut ongemak" en "zones met extreem ongemak".